# Вербург-стрит
Вербург-стрит (англ. Werburgh Street, ирл. Sráid San Werburgh) — улица в центре Дублина, расположенная в южной части города. Открыта в XIII веке. Пролегает от Брайд-стрит на север до Касл-стрит параллельно улице Патрик-стрит.

## История
Впервые улица под названием Сент-Вербург-стрит была указана на карте 1257 года. Своё прежнее название она получила от стоявшей на ней церкви Святой Вербурги. В 1280 году сэр Роберт Бэгод купил каменный жилой дом недалеко от Вербург-стрит у известной дублинской семьи Хинтенбергов. В XV веке на этой же улице приобрёл особняк и Роджер Саттон. После его смерти здание перешло к его сыну Уильяму Саттону, генеральному прокурору Ирландии. На южном конце улицы находились одни из крепостных ворот Дублина, известные под названием Сент-Вербургз-гейт или Поул-гейт. В 1600-х годах южный конец также был местом расположения Главной городской стражи. Ныне их бывший корпус на улице обозначен Оружейной аллеей. Первая городская тюрьма в Дублине — Четыре двора Маршалси также располагалась на Вербург-стрит в районе, который с XVI по XVIII век был известен под названием Шумейкерз-стрит. В начале XVII века Джон Огилби, в то время мастер пиров в Ирландии и член семьи Томаса Уэнтуорта, 1-го графа Страффорда, лорда-наместника Ирландии, построил на Вербург-стрит первый театр в Ирландии. На западной стороне улицы была площадь под названием Дарби-сквер. Здесь Рейнджеры Свободы проводили военную подготовку в преддверии восстания 1798 года. В 1785 году на Вербург-стрит обрушилась часть тротуара, обнаружив пещеру глубиной чуть больше 12 метров, заполненную гробами и костями, которые оказались останками со старого кладбища церкви Святого Мартина. В 1813 году на углу Вербург-стрит и Касл-стрит снесли один из последних деревянных домов в Дублине.